# Vinko Puljić
Vinko Puljić (Priječani, 8 settembre 1945) è un cardinale e arcivescovo cattolico bosniaco, dal 29 gennaio 2022 arcivescovo emerito di Sarajevo. Dal 31 ottobre 2016 è il cardinale elettore di più antica nomina.

## Biografia
Dodicesimo di tredici figli, rimase orfano di madre a tre anni. Il padre si risposò e fu allevato dalla matrigna.
Entrò al seminario minore di Zagabria e frequentò poi il seminario minore e maggiore di Đakovo. Fu ordinato presbitero il 29 giugno 1970 e incardinato nella diocesi di Banja Luka, dove rimase fino al 1978. Da quell'anno si trasferì nell'arcidiocesi di Zara, dove fu direttore spirituale del seminario minore. Nel 1990 si trasferì a Sarajevo come vicerettore del seminario.
È arcivescovo di Sarajevo dal 19 novembre 1990, mentre ha ricevuto la consacrazione episcopale dalle mani di papa Giovanni Paolo II il 6 gennaio 1991. Dopo un anno dalla sua nomina, in Bosnia iniziarono i combattimenti. Durante l'assedio di Sarajevo si distinse per accorati appelli di pace e di difesa dei diritti inalienabili della persona umana, rischiando anche la vita. Fu imprigionato per 12 ore dai militari serbi.
Papa Giovanni Paolo II lo ha innalzato alla dignità cardinalizia nel concistoro del 26 novembre 1994, a 49 anni, anche come segno di vicinanza alle popolazioni colpite dal conflitto armato. Tra i cardinali creati da Giovanni Paolo II è preceduto solo da Alfonso López Trujillo, elevato cardinale a 48 anni nel 1983. È il secondo cardinale bosniaco della storia, è preceduto solo da Guido Del Mestri. Ha il titolo di Santa Chiara a Vigna Clara.
Nel 1997, insieme ai massimi rappresentanti delle altre tre religioni del paese, ha fondato il Consiglio interreligioso della Bosnia ed Erzegovina.

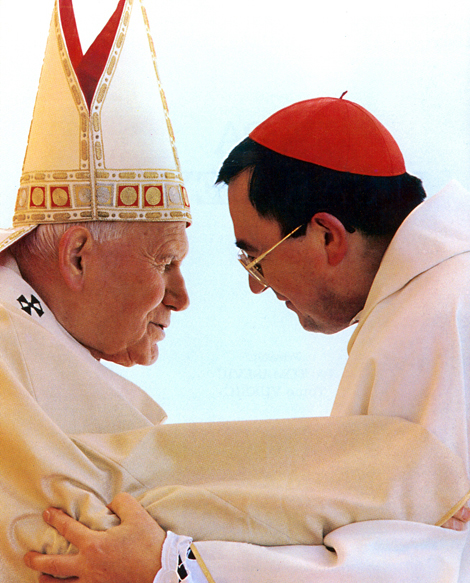
Il cardinale Puljić abbraccia Giovanni Paolo II durante la messa presieduta dal Santo Padre il 13 aprile 1997 a Sarajevo in occasione del suo viaggio apostolico in Bosnia-Erzegovina

Ha ricevuto papa Giovanni Paolo II nello storico viaggio a Sarajevo del 1997 e papa Francesco nel 2015.
Il cardinale Vinko Puljić è dal 20 marzo 2015 presidente della Conferenza episcopale di Bosnia ed Erzegovina. Aveva già rivestito questo ruolo dal 1995 al 2002 e dal 2005 al 2010.
È stato membro della Commissione internazionale di inchiesta su Međugorje.
Il 29 gennaio 2022 papa Francesco ha accolto la sua rinuncia al governo pastorale dell'arcidiocesi di Sarajevo, presentata per raggiunti limiti di età; gli è succeduto l'arcivescovo coadiutore Tomo Vukšić. Lo stesso giorno lascia la presidenza della conferenza episcopale.
Ha partecipato al conclave del 2005, che elesse papa Benedetto XVI, al conclave del 2013 che elesse papa Francesco, e al conclave del 2025, che elesse papa Leone XIV. Nel conclave del 2025 è stato fra gli elettori il più anziano per data di creazione, nonché l'unico ad esser stato elevato al cardinalato ancora nel XX secolo.

## Genealogia episcopale e successione apostolica
La genealogia episcopale è:
- Cardinale Scipione Rebiba
- Cardinale Giulio Antonio Santori
- Cardinale Girolamo Bernerio, O.P.
- Arcivescovo Galeazzo Sanvitale
- Cardinale Ludovico Ludovisi
- Cardinale Luigi Caetani
- Cardinale Ulderico Carpegna
- Cardinale Paluzzo Paluzzi Altieri degli Albertoni
- Papa Benedetto XIII
- Papa Benedetto XIV
- Papa Clemente XIII
- Cardinale Enrico Benedetto Stuart
- Papa Leone XII
- Cardinale Chiarissimo Falconieri Mellini
- Cardinale Camillo Di Pietro
- Cardinale Mieczysław Halka Ledóchowski
- Cardinale Jan Maurycy Paweł Puzyna de Kosielsko
- Arcivescovo Józef Bilczewski
- Arcivescovo Bolesław Twardowski
- Arcivescovo Eugeniusz Baziak
- Papa Giovanni Paolo II
- Cardinale Vinko Puljić

La successione apostolica è:
- Vescovo Pero Sudar (1994)
- Arcivescovo Tomo Vukšić (2011)